# Fearless
Fearless е вторият студиен албум на северноамериканската певица и автор на песни Тейлър Суифт. Издаден е на 11 ноември 2008 г. от Big Machine Records в САЩ и Канада, а на 9 март 2009 г. излиза международно издание. Написан до голяма степен от Суифт, докато тя промотира едноименния си дебютен албум от 2006 г. през 2007 – 2008 г., Fearless включва допълнителни авторски песни от Лиз Роуз, Хилари Линдзи, Колби Кайлат и Джон Рич. Суифт е написала сама седем от тринадесетте песни в стандартното издание, а в дебюта си като продуцент е продуцирала всички песни заедно с Нейтън Чапман.
Fearless е кънтри поп албум, в който традиционните кънтри инструменти като банджо, цигулки, мандолини и акустични китари се преплитат с електрически китари. Музикалните критици отбелязват, че албумът е многостранен и е повлиян от различни стилове, включително поп, фолк и рок. Вдъхновен от чувствата на Суифт като тийнейджър, текстът разглежда темите за романтиката, сърдечната болка и стремежите. Заглавието на албума се отнася до основната тема на всички песни, тъй като те заедно представят смелостта на Суифт да приеме предизвикателствата на любовта.
След излизането на Fearless Суифт тръгва на турне – Fearless Tour, което продължава от април 2009 г. до юли 2010 г. Пет песни са издадени като сингли, включително три от тях са в топ 10 на Billboard Hot 100: Love Story, You Belong with Me и Fearless. Love Story и You Belong with Me са успешни както в кънтри, така и в поп радиото. Албумът прекарва единадесет седмици на върха на класацията Billboard 200 и получава сертификат Diamond от Асоциацията на звукозаписната индустрия на Америка. До април 2021 г. албумът достига върхови позиции в първите пет места в класациите за албуми и получава мултиплатинени сертификати в Австралия, Канада, Нова Зеландия и Обединеното кралство, а в световен мащаб са продадени дванадесет милиона копия.
Музикалните критици хвалят майсторството на Суифт при писането на песни във Fearless за това, че предлага приятни за радиото мелодии и увлекателни разкази, макар че някои определят продукцията като шаблонна. През 2009 г. Fearless печели наградата за албум на годината на наградите на Кънтри музикалната асоциация и на Академията за кънтри музика. На наградите „Грами“ през 2010 г. печели наградите за албум на годината и за най-добър кънтри албум. Албумът е включен в списъка на 100-те най-велики кънтри албума на всички времена на Rolling Stone през 2022 г. След спора от 2019 г. относно собствеността върху каталога на Суифт, на 9 април 2021 г. тя издава нов запис на албума – Fearless (Taylor's Version).